# 中亞國家盃
中亞國家盃（CAFA Nations Cup）是由中亞足球協會（CAFA）成員國的男子國家足球隊參加的國際足球比賽。CAFA是中亞地區足球的管理機構，賽事的目的是促進中亞國家之間的足球發展，提高中亞地區足球的水平和國際聲譽。
首屆賽事原定計劃於2018年10月在烏茲別克首都塔什干舉行，但最終未能舉辦。2023年3月，宣布首屆賽事將於六個成員國家（阿富汗、哈薩克斯坦、吉爾吉斯斯坦、塔吉克斯坦、土庫曼斯坦和烏茲別克斯坦）以及兩支受邀球隊（俄羅斯和一支亞洲隊伍）於2023年6月在塔什干和比什凱克舉行。然而，4月初有報導稱伊朗、烏茲別克斯坦、俄羅斯和伊拉克將參加2023年6月的一項四國足球比賽，讓首屆中亞國家盃的舉辦開始受到質疑。
4月15日，有報導稱俄羅斯將拒絕參加首屆中亞國家盃，但組織者仍堅稱他們仍在與俄羅斯就參加比賽進行談判。4月18日，有報導稱伊朗將參加首屆中亞國家盃，參賽國家包括塔吉克斯坦、烏茲別克斯坦、吉爾吉斯斯坦、土庫曼斯坦、阿富汗以及兩支受邀球隊包括俄羅斯和一支亞洲國家隊，比賽將在塔什干和比什凱克舉行。4月19日，有報導稱俄羅斯已退出比賽。4月24日，有報導稱泰國拒絕邀請，改由邀請阿曼。

## 歷屆賽事
| 2023 | · | · 伊朗 | 1–0 | · | · 阿曼 | 1–0 | · |

## 球隊成績
| 國家 | 冠軍     | 亞軍     | 季軍     | 殿軍     | 準決賽負方 |
| ---- | -------- | -------- | -------- | -------- | ---------- |
| 伊朗 | 1 (2023) |          |          |          | 1          |
|      |          | 1 (2023) |          |          | 1          |
| 阿曼 |          |          | 1 (2023) |          | 1          |
|      |          |          |          | 1 (2023) | 1          |

斜體：主辦國

## 參賽球隊
注釋
| - 1st — 冠軍 - 2nd — 亞軍 - 3rd — 季軍 - 4th — 第四名 - GS – 小組賽 - – 主辦國 |

| 球隊     | 2023 (7) | 總數 |
| -------- | -------- | ---- |
| 阿富汗   | GS       | 1    |
| 伊朗     | 1st      | 1    |
|          | 4th      | 1    |
|          | GS       | 1    |
|          | GS       | 1    |
|          | 2nd      | 1    |
| 受邀國家 |          |      |
| 阿曼     | 3rd      | 1    |